# Lonnie Liston Smith
Lonnie Liston Smith (28 de diciembre de 1940) es un pianista estadounidense de jazz funk.

## Biografía
Nacido en Richmond, Virginia, en el seno de una familia de fuerte tradición musical, Lonnie Liston Smith comenzó a estudiar piano durante su infancia. A su paso por la high school descubre el jazz de la mano de Miles Davis, John Coltrane, McCoy Tyner, Wynton Kelly, Bud Powell, Horace Silver, Sonny Clark o Thelonious Monk, de quienes hace un deliberado esfuerzo por no copiar sus estilos. Su carrera profesional se inicia en el área de Baltimore, cuando un Smith todavía adolescente comienza a trabajar acompañando a cantantes como Ethel Ennis o Betty Carter, con quien trabaja a su paso por la ciudad. En la Morgan State University coincide con futuras estrellas, como Gary Bartz, Grachan Moncur o Mickey Bass, gracias al cual comienza a trabajar con los Jazz Messengers de Art Blakey, con quienes se traslada a Nueva York. Gracias a la visibilidad que obtiene en los Messengers, Smith tiene la oportunidad de trabajar para Max Roach, con quien permanece un año. El pianista no deja constancia registrada de su colaboración con Roach, pero pasa a colaborar con Rahsaan Roland Kirk, cuyos álbumes Here Comes The Whistleman (1965) y Don't You Cry, Beautiful Edith (1967) son una muestra de su desarrollo en ese período.
En 1968 participa en la banda de Pharoah Sanders, donde comienza a experimentar con pianos eléctricos y aporta varias composiciones importantes, como el clásico Creator Has a Master Plan. Miles Davis invita entonces al músico a su grupo, y este acompaña al gran trompetista en numerosas giras y grabaciones aún inéditas, además de aparecer en los créditos de On The Corner (1971) y Big Fun (1974). Seguidamente se une al saxofonista Gato Barbieri, con quien efectúa diversos tours europeos al lado de músicos como Ron Carter, Stanley Clarke, Airto Moreira, Nana Vasconcelos, Bernard Purdie o John Abercrombie. Smith figura en los créditos de Fenix (1971) y Under Fire (1969), ambos de Gato Barbieri.
En 1973 edita su primer álbum en solitario, Astral Traveling, producido por Bob Thiele. Tras Cosmic Funk (1974) aparece Expansions, un disco del mismo año que catapulta definitivamente la carrera de Smith, situándolo entre los músicos más apreciados de su generación y revelándose a la postre como un verdadero clásico del soul jazz. Smith graba una serie de álbumes en la misma línea, entre los que destacan Visions of a New World (1975) y Renaissance (1977), antes de firmar con CBS para continuar editando nuevos trabajos.
Smith pasa los siguientes años alternando trabajos discográficos a su nombre con colaboraciones con otros artistas, como Stanley Turrentine, Freddie Hubbard, Roy Ayers, Jean Carne, Angela Bofil, Stanley Clarke o Gato Barbieri. Ya en la década de 1990 aparece junto con músicos jóvenes, como DJ Guru, Doc Powell o el guitarrista Zachary Breaux. En 1998 edita Transformation, un nuevo trabajo entre el smooth jazz y el jazz más tradicional, y la última de sus grabaciones hasta la fecha.

## Estilo y valoración
La transición de sideman a líder que tuvo lugar en 1973 con la constitución de su banda Lonnie Liston Smith & the Cosmic Echoes significó la fusión de las distintas influencias que como compositor había ido recogiendo durante su impresionante trayectoria. La música de Smith, una mezcla de jazz fusion, crossover y post bop, recoge la influencia y la espiritualidad de músicos free, como John Coltrane, Pharoah Sanders, Rahsaan Roland Kirk, Yusef Lateef, McCoy Tyner o Charles Lloyd, pero se inserta también en la tradición del funk, del pop, del rock o del r&b.
Su paso del jazz acústico al jazz fusion (se ha dicho de su música que está entre John Coltrane y Earth, Wind & Fire) no tuvo objetivos comerciales, sino que fue consecuencia de su inclinación natural hacia este último tipo de música. Por otra parte, Lonnie Liston Smith está considerado como uno de los catalizadores del movimiento acid jazz, algo que es particularmente evidente en su colaboración con el proyecto Jazzmatazz de DJ Guru.

## Discografía

### En solitario y con The Cosmic Echoes
- 1973 Astral Traveling (Flying Dutchman)
- 1974 Cosmic Funk (Flying Dutchman)
- 1974 Expansions (Flying Dutchman)
- 1975 Visions of a New World (Flying Dutchman)
- 1976 Reflections of a Golden Dream (RCA)
- 1977 Live! (RCA)
- 1977 Renaissance (RCA)
- 1978 Loveland (Columbia)
- 1978 Exotic Mysteries (Columbia)
- 1979 A Song for the Children (Columbia)
- 1980 Love Is the Answer (Columbia)
- 1983 Dreams of Tomorrow (Doctor Jazz)
- 1984 Silhouettes (Doctor Jazz)
- 1985 Rejuvenation (Doctor Jazz)
- 1986 Make Someone Happy (Doctor Jazz)
- 1990 Love Goddess (Startrak)
- 1991 Magic Lady (Startrak)
- 1998 Transformation (Import)
- 2002 Explorations: The Columbia Years. Álbum recopilatorio (Sony Music)

### Comosideman
- 1965 Roland Kirk - Here Comes the Whistleman' (Atlantic)
- 1965 Roland Kirk and Al Hibbler - A Meeting of the Times (Atlantic)
- 1967 Roland Kirk - Now Please Don't You Cry, Beautiful Edith (Verve)
- 1969 Gato Barbieri - The Third World (Philips)
- 1969 Pharoah Sanders - Karma (Impulse)
- 1969 Leon Thomas - Spirits Known And Unknown (Flying Dutchman)
- 1970 Pharaoh Sanders - Jewels Of Thought (Impulse)
- 1970 Pharaoh Sanders - Summun Bukmun Umyun (Impulse)
- 1971 Pharoah Sanders - Thembi(Impulse)
- 1971 Huey Simmons - Burning Spirits (Contemporary)
- 1971 Stanley Turrentine - Sugar (CTI)
- 1971 Gato Barbieri - Fenix (Philips)
- 1972 Gato Barbieri - El Pampero (Flying Dutchman)
- 1973 Pharoah Sanders - Izipho Zam (Strata East)
- 1973 Gato Barbieri - Bolivia (Flying Dutchman)
- 1973 Gato Barbieri - Under Fire (Flying Dutchman)
- 1973 Miles Davis - On the Corner]] (Columbia)
- 1974 Miles Davis - Big Fun (Columbia)
- 1975 Gato Barbieri - El Gato (Flying Dutchman)
- 1975 Oliver Nelson - Skull Session (Flying Dutchman)
- 1977 Mysterious Flying Orchestra - Mysterious Flying Orchestra (RCA)
- 2002 Karl Denson's Tiny Universe - The Bridge